# Geron asiaticus
Geron asiaticus är en tvåvingeart som beskrevs av Zaitzev 1967. Geron asiaticus ingår i släktet Geron och familjen svävflugor. Inga underarter finns listade i Catalogue of Life.